# Edmond Bille
Pour les articles homonymes, voir Bille.
Edmond Bille, né le 24 janvier 1878 à Valangin (canton de Neuchâtel) et mort le 8 mars 1959 à Sierre (Valais), est un peintre et vitrailliste suisse.

## Biographie
Edmond Bille passe une partie de son enfance à Dombresson, avant de s’inscrire, en novembre 1894, à l’École des beaux-arts de Genève (1895-1897), où il est l’élève doué de Menn, Bodmer et Hugues Bovy. Il perfectionne sa formation à Paris à l'École des arts décoratifs et à l'Académie Julian. En 1899, il travaille à Neuchâtel dans l'atelier du peintre de Clément Heaton.
C’est à la fin 1899 que son destin va basculer avec la découverte du village de Chandolin, dans le Val d'Anniviers. En 1901, il est reçu membre de la Société des peintres, sculpteurs et architectes suisses (SPSAS). 
Dès 1904, à la suite de sa découverte de Chandolin, le Valais devient son pays d’élection : Bille se construit un une somptueuse demeure à Sierre, le « château du Paradou », ainsi qu’un chalet à Chandolin. Cette même année, il épouse Elisa Mayor, de Clarens; le couple s’installe à Sierre. En 1911, Elisa Mayor meurt. Edmond Bille se remarie en 1912 avec une femme de la région, Catherine Tapparel. En 1912, elle donne naissance à Stéphanie Bille, connue sous le nom de plume de S. Corinna Bille, ainsi qu'à René-Pierre Bille et André, décédé en 1985.
Pendant la Première Guerre mondiale, Bille est très actif. Il s’engage à travers des publications critiques sur la politique suisse de ce temps. Dans sa résidence sierroise, il reçoit des personnalités françaises antibellicistes : Romain Rolland, Pierre Jean Jouve ou René Arcos. Durant l’entre-deux-guerres, il met cependant son activité de peintre de chevalet en veilleuse, au profit de la technique de la gravure qu'il a découverte, ainsi qu'à l'art du vitrail. Il réside au Portugal de 1935 à 1942.
Son œuvre de peintre est montrée dans les plus importantes expositions de son temps, aussi bien dans les grands rendez-vous internationaux (Pittsburgh, Venise, Munich) que nationaux.

## L'artiste
Edmond Bille est à la fois peintre et verrier. Il utilise diverses techniques telles que la gouache, l'aquarelle et la gravure. Il pratique aussi le vitrail et la mosaïque. Il a participé à plus de 250 expositions au cours de sa vie,, et continue encore d'être exposé,,.
En 1907, il illustre Le Village dans la montagne de Charles-Ferdinand Ramuz. Il publie, en 1915, Au pays de Tells, volume de dessins satiriques. Il lance avec Paul Budry, Victor Gottofrey, Charles Clément et Maurice Hayward une revue satirique et pacificiste, L'Arbalète (1916-1917). Il publie aussi en 1919 un recueil d'estampes, Une Danse macabre. 
Il a créé les vitraux du déambulatoire de la cathédrale de Lausanne et en 1935 les vitraux et les peintures de l'église de Fully avec l'aide de Joseph Gautschi, Albert Chavaz (que Bille a engagé en 1934 pour un projet à l'église de Fully) et Paul Monnier. Entre 1950 et 1956, Edmond Bille signe la grande série de vitraux de la basilique de l'Abbaye territoriale de Saint-Maurice d'Agaune, qui illustre notamment des scènes du martyre de Maurice d'Agaune et de sa légion thébaine. On trouve aussi ses vitraux dans d'autres églises, notamment à Sierre, Chamoson, Chandolin, Saint-Pierre de Clages, Saint-Blaise. Il a également travaillé à la décoration murale de l'église de Fully.

## Association Edmond Bille
Le but de cette association est de faire connaître le peintre Edmond Bille et son œuvre, notamment par l'organisation d'expositions, de conférences et par des publications. L'association compte une centaine de membres, dont la plupart des descendants d'Edmond Bille.

## Prix
- 1924 : Diplôme d'honneur de l'Exposition du livre de Leipzig[13]